# Vavřinecká lípa
Vavřinecká lípa ve Vavřinci je památný strom, který je chráněn jako krajinná dominanta a je významný svým vzrůstem.

## Základní údaje
- název: Vavřinecká lípa
- výška: 18,5 m (2012)[2]